# Gamla Brogatan

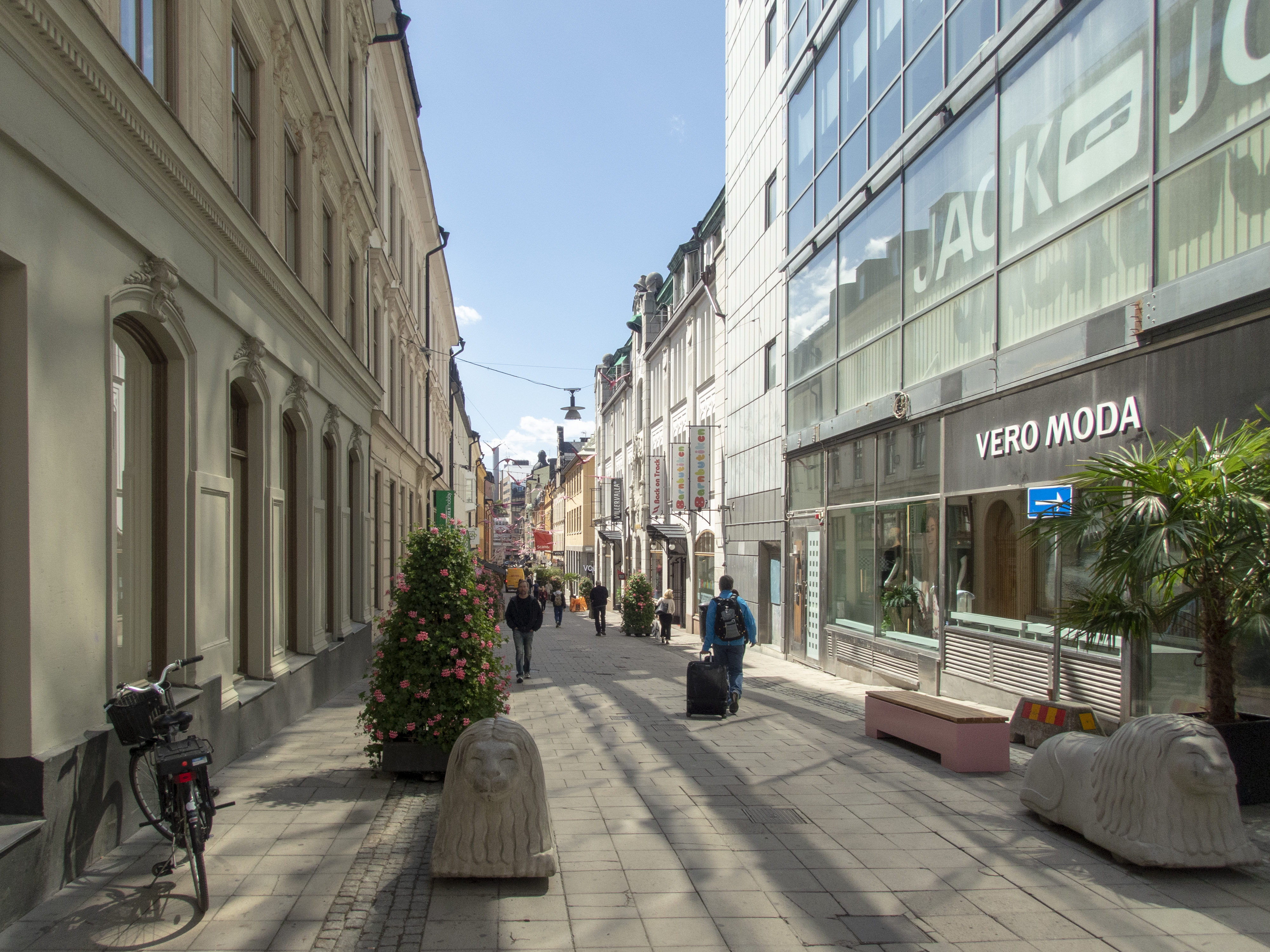
Gamla Brogatan västerut i juni 2018.

Gamla Brogatan (äldre benämning Gamla Kungsholmsbrogatan) är en gata på Norrmalm i Stockholm. Den sträcker sig från Hötorget i öster över Vasagatan till Östra järnvägsgatan i väster och fick sitt nuvarande namn 1918. Gamla Brogatan har sitt namn efter Gamla Kungsholmsbron som anlades 1635 över Klara sjö och som revs 1880.

## Historik

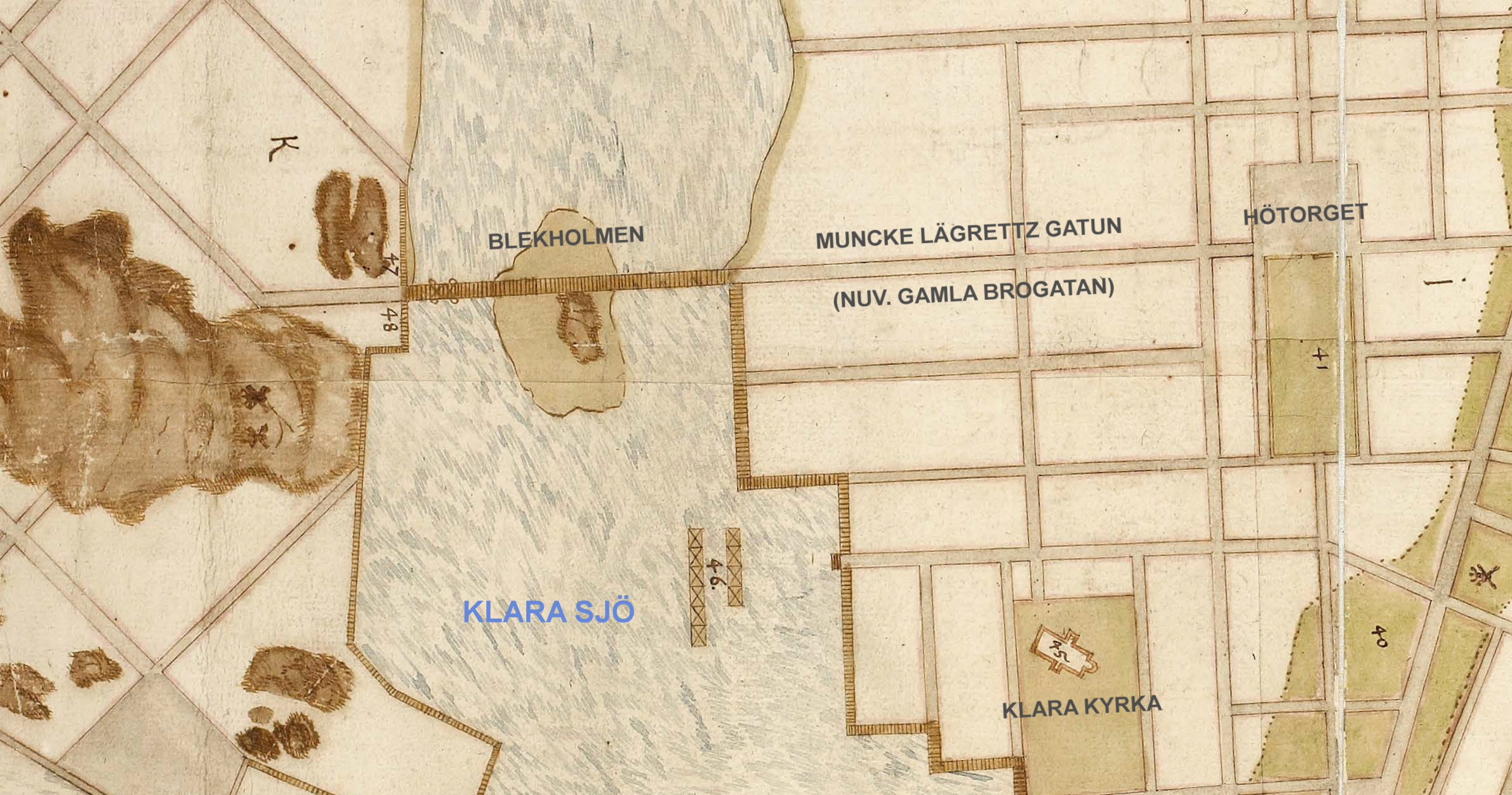
Del av en dansk Stockholmskarta från 1640-talet visande Gamla Kungsholmsbron och Munkelägrets gatans sträckning.

Gamla Brogatans sträckning går tillbaka till Stockholms äldsta gatureglering över Norrmalm som tog sin början i mars 1637 när de första mätpinnarna restes nedanför Hötorget för att staka ut Stoore Konnungz gatun (senare Drottninggatan). Den då namnlösa gatan fogade sig in i den strikta rutnätsplanen som en ost-västlig huvudled vilken började mellan Hötorget och Beridarebanan i öster och fortsatte västerut till Klara sjö och vidare till Munkbrolägret (dagens Kungsholmen). 
Gamla Brogatans föregångare var Muncke Lägrettz gatun (1644), Gamla Kongsholms eller Munkelägrets gata (1733) respektive Gamla Kungsholmsbrogatan (1800-tal) som sträckte sig ännu längre västerut över Klara sjö till Kungsholmen. Redan under kung Johan III:s tid planerades en broförbindelse över Klara sjö till Kungsholmen. I en skrivelse från kungen den 26 mars 1573 anordnades bland annat att man skall late göre den bro färdig emellen Norrmalm och Munkeleden […] och skall hon blive så stark, att vi kunne säker ride däröver när Oss synes…. 
Det är osäkert om denne bro blev byggd men på änkedrottningen Maria Eleonoras initiativ anlades år 1635 två broar som via Blekholmen förenade Norrmalm med Munkelägret (Kungsholmen). Den västra bron utrustades med en vindbrygga så att sjötrafiken kunde passera. Gamla Kungsholmsbron revs 1880 och ersattes av den nya, något längre norrut belägna Kungsbron. Därmed slutade Gamla Kungsholmsbrogatan vid Klara sjö. 
I början av 1900-talet utökade Statens Järnvägar bangården kring Stockholms centralstation varvid kvarteren Karpen och Braxen (med Klara badinrättning) försvann och gatans fick en östra och västra del utan sammanbindning.

## Rivningshot och upprustning

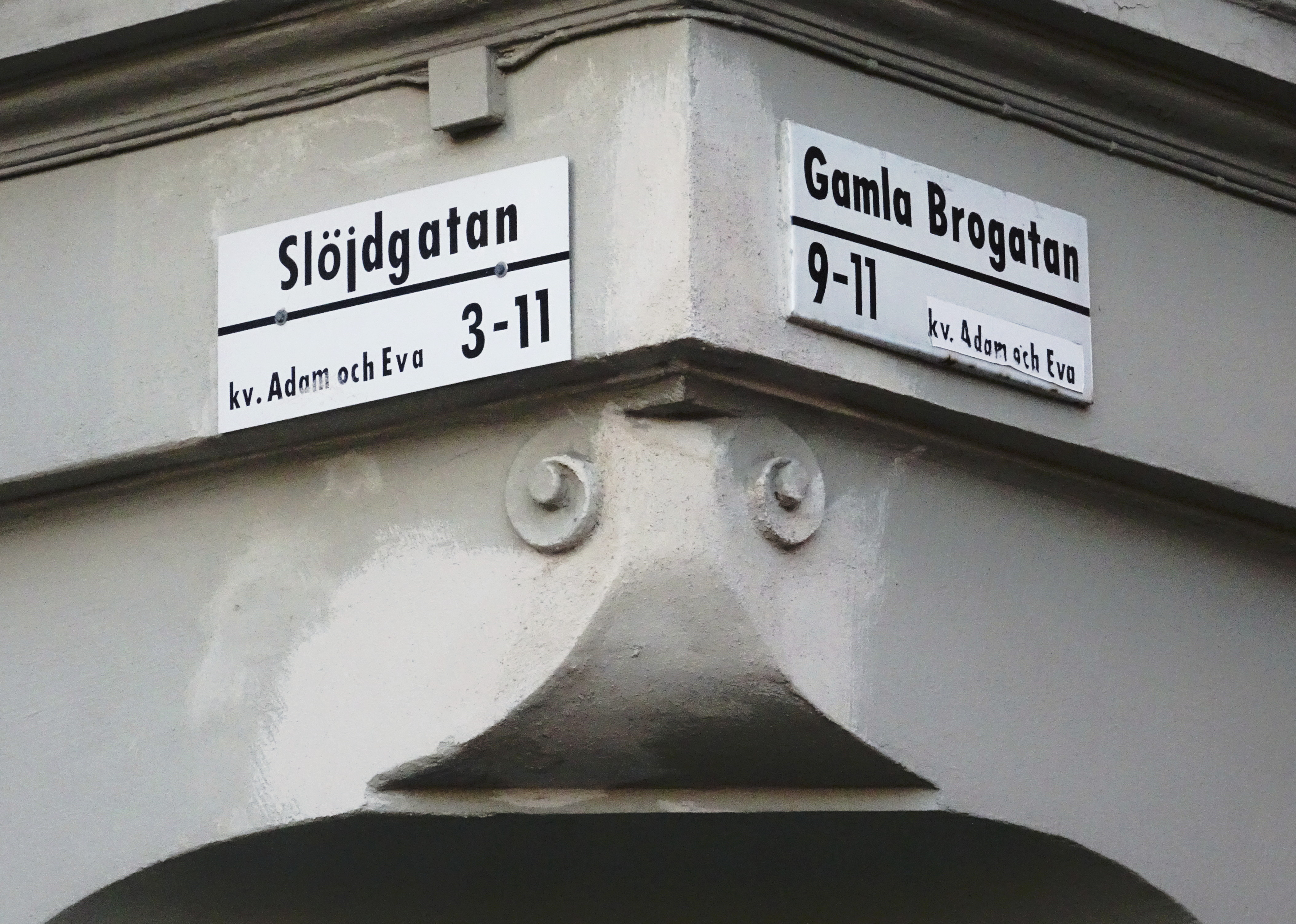
Gamla Brogatan / Slöjdgatan.

I samband med Norrmalmsregleringen och översiktsplanen City 67 planerades en omfattande rivning av kvarteren längs norra och södra sidan av Gamla Brogatan. Bebyggelsen i de små kvarteren som i flera fall stått som rivningshus ända sedan 1900-talets början, skulle göra plats för stora husblock och ett parkeringshus i kvarteret Lammet. Översiktsplanen City 67 fullföljdes aldrig fullt ut. Efter omfattande protester av bland andra Alternativ stad kom en ny översiktsplan, Cityplan 1977, där gavs nya riktlinjer som bland annat innebar att: “Förnyelsen skall ske utan genomgripande förändringar av kvarter och gatunät...”
Gamla Brogatan med sin småskaliga bebyggelse från 1750- och 1800-talen fick stå kvar. Den illustrerar idag hur Norrmalms låga och tätbebyggda stenstad såg ut innan industrialismens genombrott. De förfallna husen renoverades och gatan blev till gågata. De flesta fastigheter är numera grönmärkta enligt Stadsmuseets kulturhistoriska klassificeringssystem, vilket innebär att bebyggelsen bedöms vara ”särskilt värdefull från historisk, kulturhistorisk, miljömässig eller konstnärlig synpunkt”. 

## Omvandling till gågata
År 2017 framlade Gamla Brogatans sju fastighetsägare, en idé om att omvandla gatan tillsammans med Korgmakargränd och Bryggargatan och deras gårdar till ett nytt promenadstråk med restauranger och butiker och sammanhängande gångstråk med enhetlig gatubeläggning som uppvärms på vintern. I samarbete med Stockholms stad, som redan år 2013 motionerade i frågan, bildades en fastighetsägargrupp, bland dem AB Familjebostäder, AFA Fastigheter och Fabege, för att ta ett gemensamt grepp om trakten kring Gamla Brogatan. Som förebilder nämns Hackesche Höfe och Hackescher Markt i Berlin eller Carnaby Street i London. Flera av fastighetsägarna önskar att området skall skyltas med en bågformad entréskylt, precis som vid Carnaby street.
Anläggningsarbetet blev färdigt i oktober 2022.

## Adresser och byggnader
Klarabranden 1751 förstörde stora delar av Gamla Kungsholmsbrogatans östra kvarter. De flesta 1700-talshus som finns där idag uppfördes strax efter branden, delar av Gamla Brogatan 23 klarade däremot branden och hör idag till områdets äldsta bevarade bebyggelse. Gatan blev Carl Michael Bellmans sista bostadsadress, han bodde i ett hus nära Gamla Kungsholmsbron i korsningen Gamla Kungsholmsbrogatan och den numera försvunna Lilla Munklägersgatan (nu Centralstationens banområde). Där avled han den 11 februari 1795. Jacob Johan Anckarström, som mördade kung Gustav III, bodde också på Gamla Kungsholmsbrogatan, dock lite längre österut i kvarteret Lammet. På 1790-talet och fram till kungamordet hyrde en kammare i gårdshuset av nuvarande Gamla Brogatan 21.
På 1970-talet förvandlades Gamla Brogatan till en affärsgata för ungdomsmode, i synnerhet jeansaffärer, och den kallades Stockholms Carnaby Street. Bland annat saluförde Klara Arbetarbod jeans och "farfarströjor" i sitt sortiment och jeansaffären Puss & Kram inledde sin verksamhet på Gamla Brogatan 34. Modebutiken Sko-Uno tog sedermera över lokalerna, men hade tidigare verksamhet i en annan butik på gatan.
Bland Gamla Brogatans arkitektoniskt ganska anonyma byggnader förtjänar åtminstone två särskilt intresse: nummer 26 i kvarteret Skotten, uppförd 1909 som tryckeri för Ivar Hæggström efter ritningar av Ullrich & Hallquisth med fasader i vit jugendarkitektur samt nummer 34 i kvarteret Boken ritad på 1890-talet av samma arkitektkontor i tidens moderna så kallade Richardsonian Romantesque-stil och det enda bevarade av denna Amerikainspirerade arkitekturtyp i Stockholm.
Gamla Brogatans norra sida.

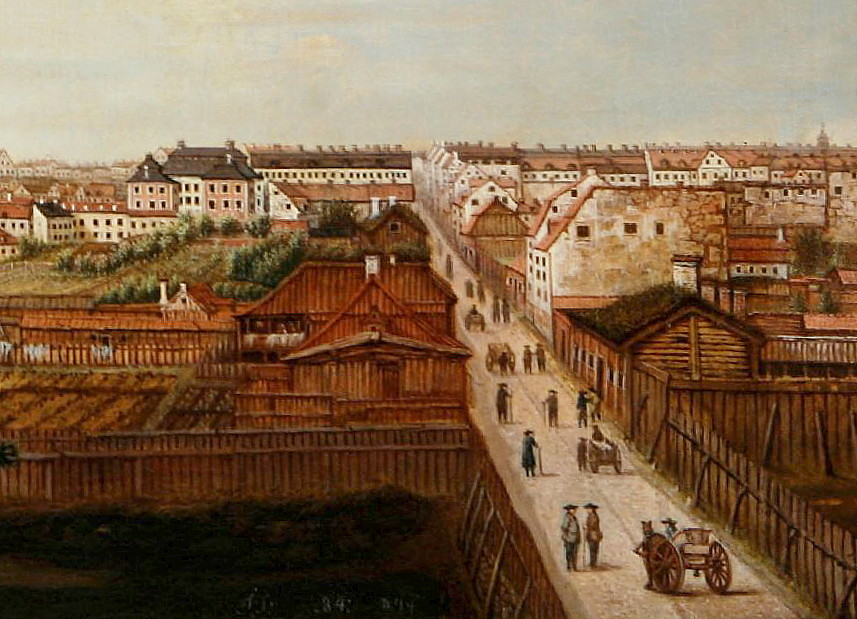
Utsikt österut från Blekholmen längs nuvarande Gamla Brogatan på 1770-talet. I förgrunden syns brofästet av Gamla Kungsholmsbron. Därefter till höger kvarteret Braxen med stenhuset där Bellman avled den 11 februari 1795.
Del av Johan Sevenboms oljemålning.

- Nr 22: Varuhuset PUB (1916), arkitekt Westholm & Bagger, sedan 2007 Haymarket by Scandic
- Nr 24: PUB:s Bohagshus (1956), arkitekt Erik och Tore Ahlsén
- Nr 26: Hæggströms boktryckeri och bokförlags AB (1909), arkitekt Ullrich & Hallquisth
- Nr 32: Affärs- och bostadshus (1913), arkitekt Sam Kjellberg
- Nr 34: Affärs- och kontorshus (1897), arkitekt Ullrich & Hallquisth
- Nr 40: Hotell- och bostadshus (1884), arkitekt Axel Kumlien och Hjalmar Kumlien
- Nr 42–44: W. Wiklunds Metallfabrik (riven 1905)
- Nr 44: Kungsbropalatset (1907), arkitekt Axel Anderberg
- Nr 46: Oscarsteatern (1907), arkitekt Axel Anderberg

Gamla Brogatans södra sida.
- Nr 11: Affärs- och kontorshus (1757), arkitekt slottsbyggmästare Johan Christopher Körner
- Nr 13: Bostadshus (1882), arkitekt Otto Wilhelm Björklund
- Nr 15: Bostadshus (1877), arkitekt Carl Nestor Söderberg
- Nr 21: Bostadshus (1777 och 1898), arkitekt Eric Roos respektive Ullrich & Hallquisth
- Nr 23: Bostadshus (1751 och 1851), Johan Hindrich Nauman respektive okänd arkitekt
- Nr 27-29: Affärs- och bostadshus (1930), arkitekt Höög & Morssing
- Nr 31: Affärs- och bostadshus (1889), arkitekt Anders Gustaf Forsberg
- Nr 33-35: Vasahuset (1960), arkitekt Erik Lallerstedt
- Nr 41: Klara badinrättning (riven i början av 1900-talet)

## Bilder

Gamla Brogatans norra sida
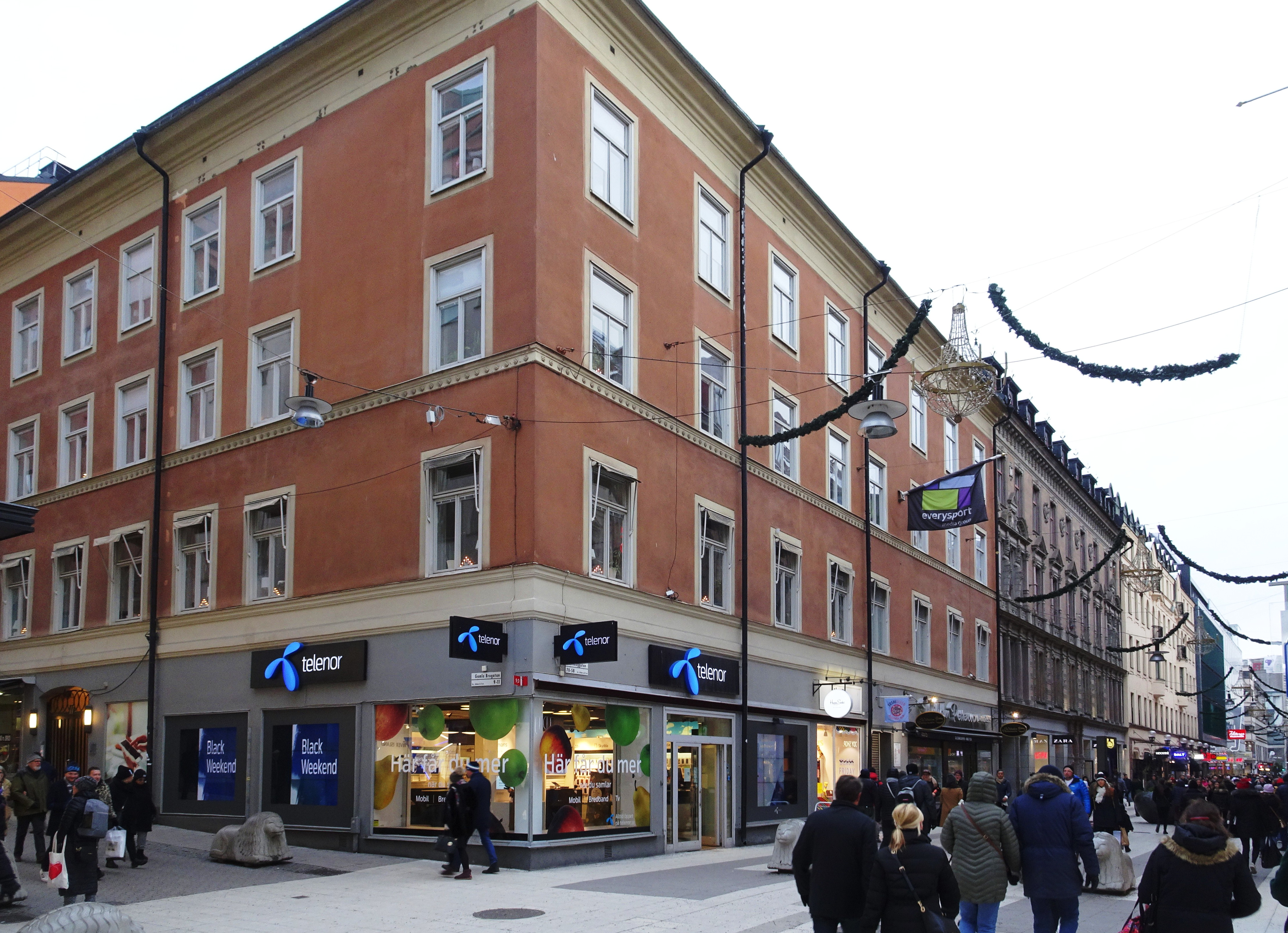
Gamla Brogatan 11.
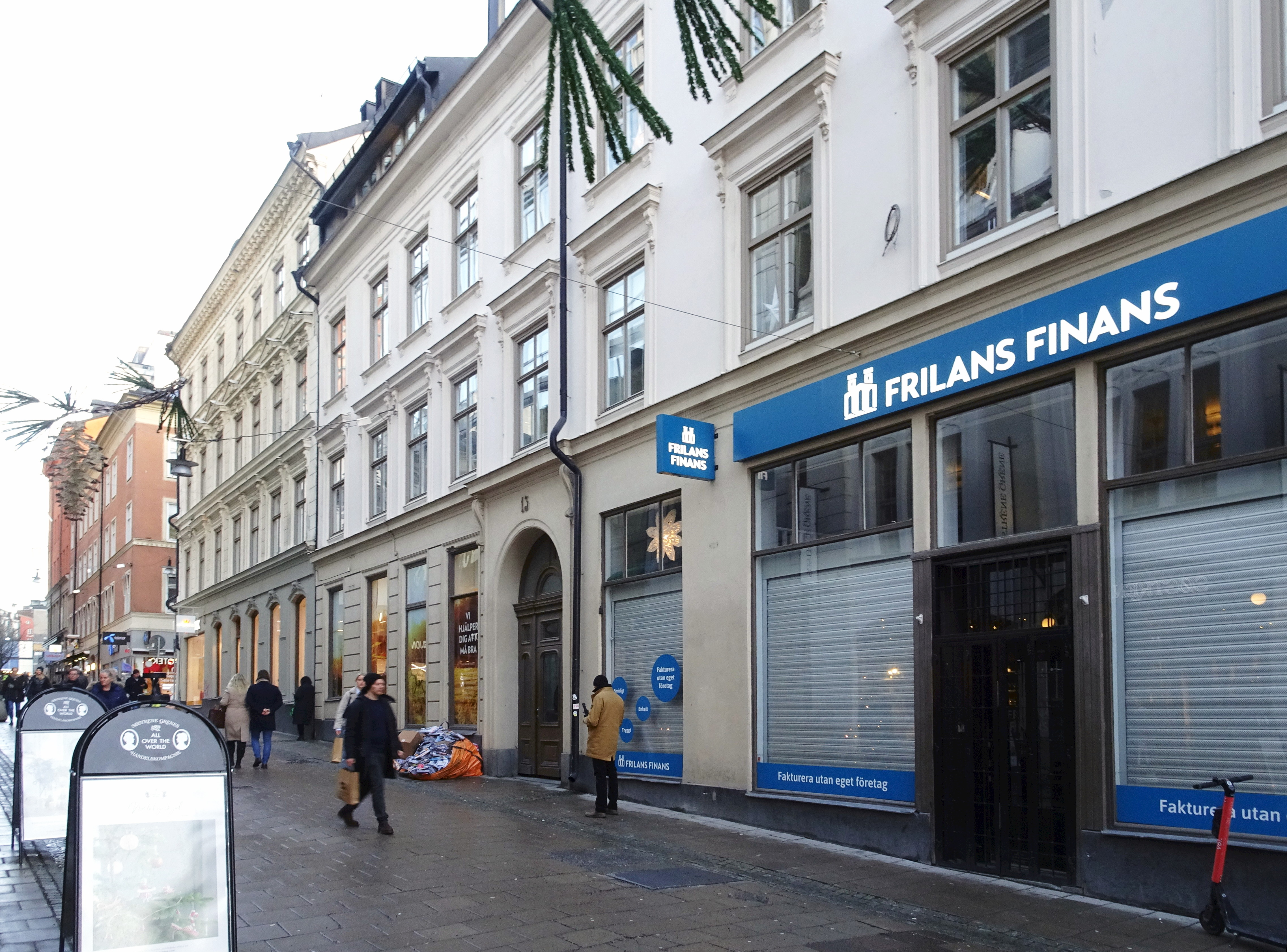
Gamla Brogatan 13.
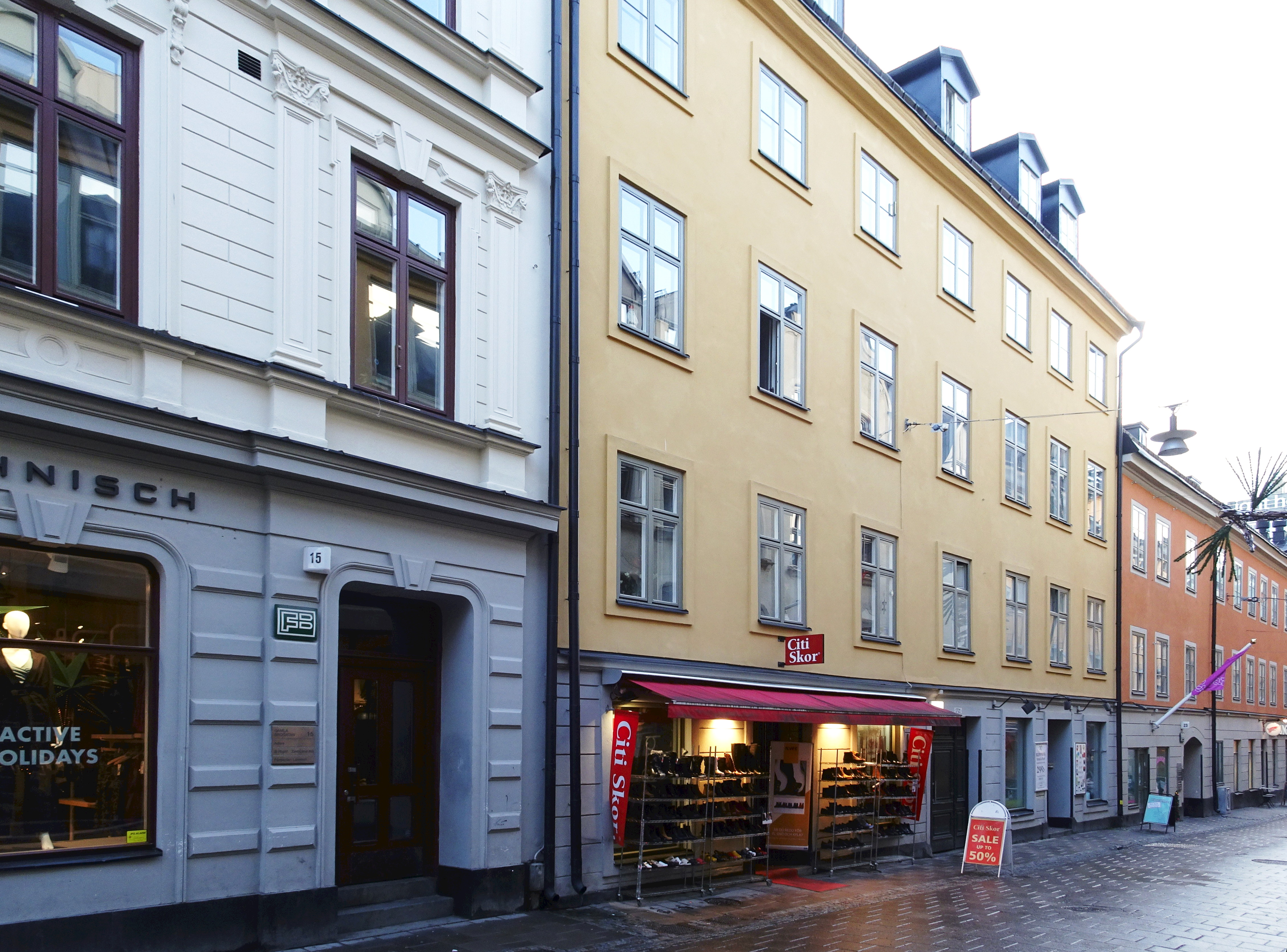
Gamla Brogatan 15-23.
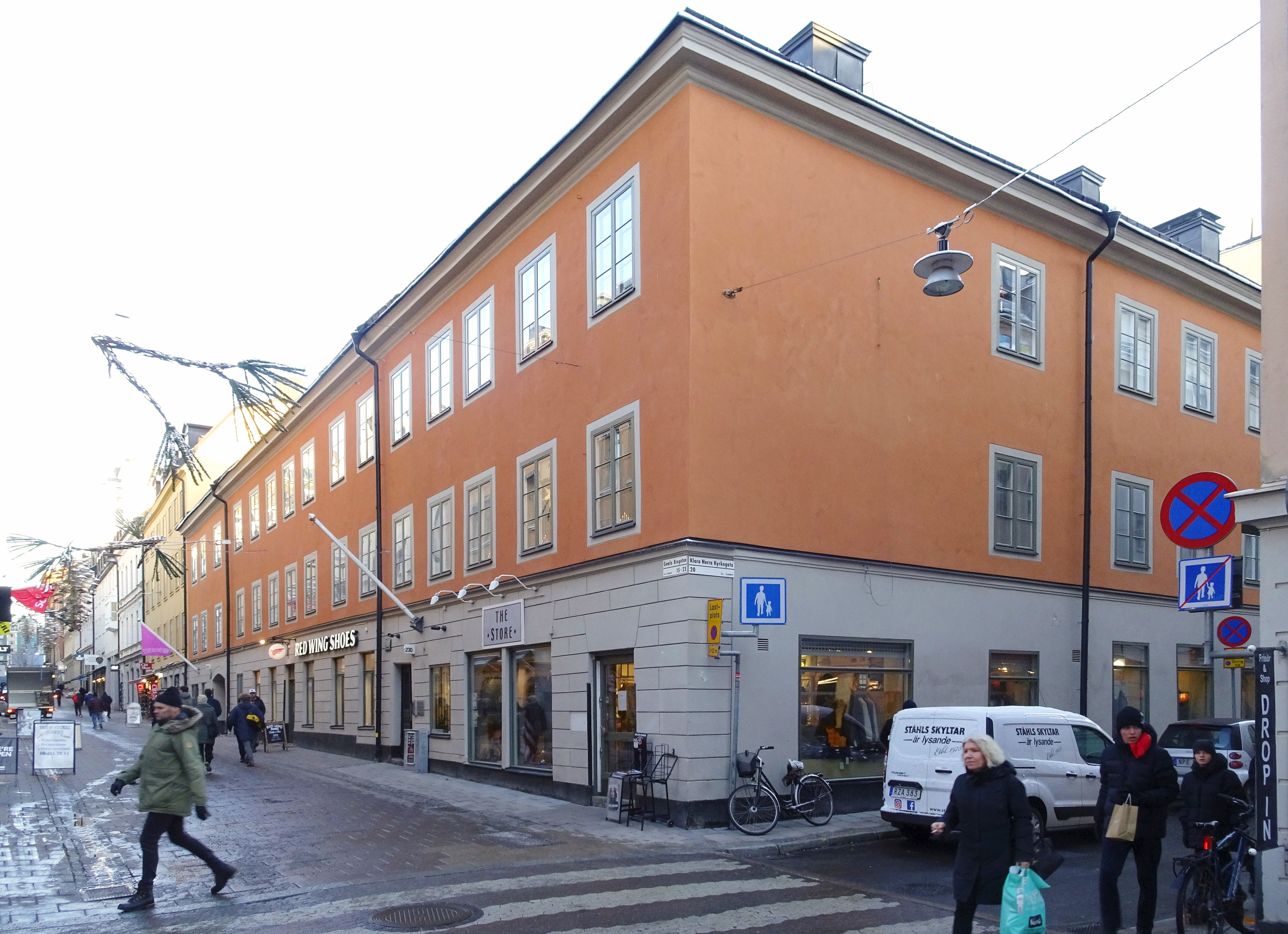
Gamla Brogatan 23.

Gamla Brogatans södra sida
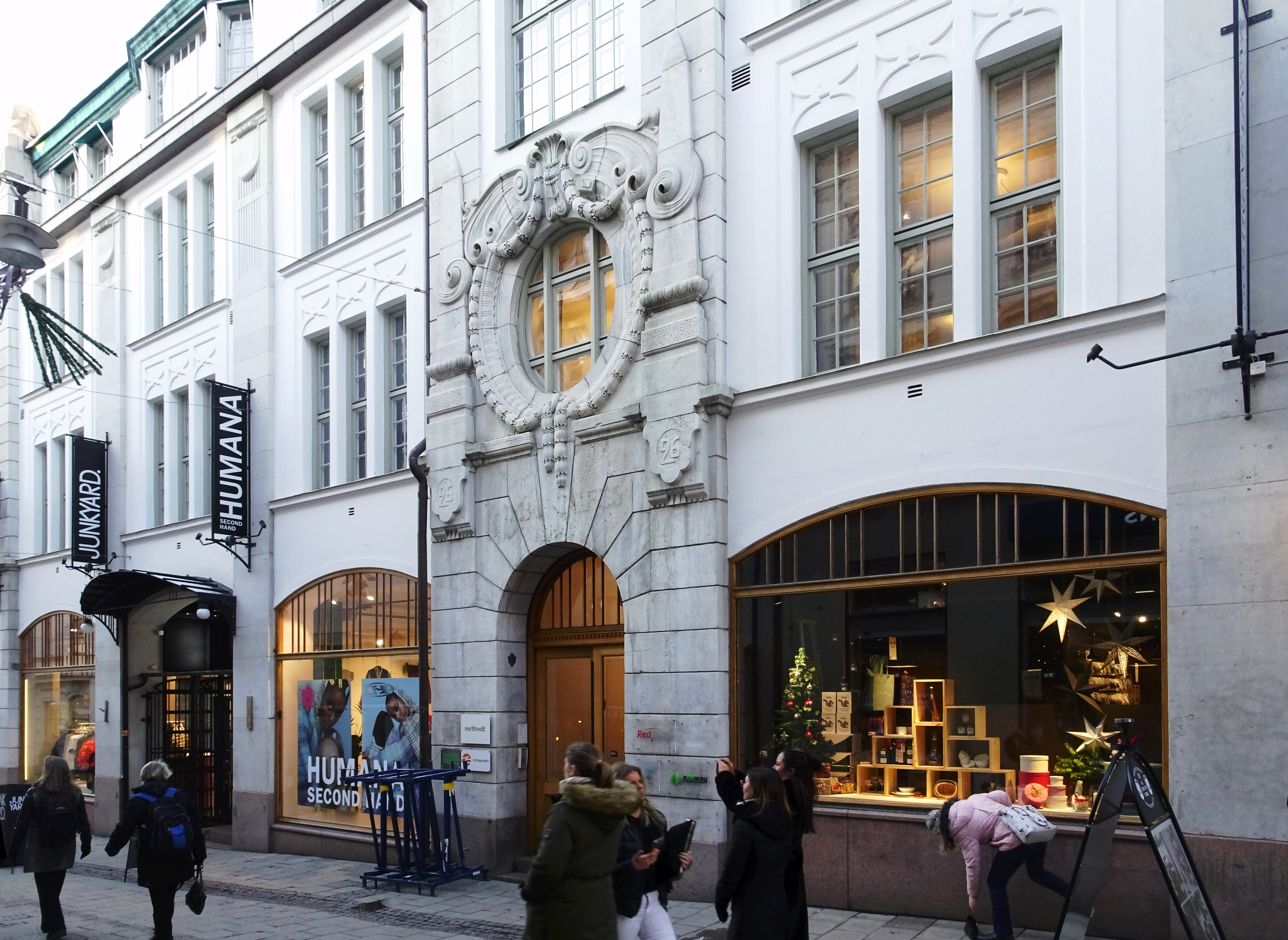
Gamla Brogatan 26.
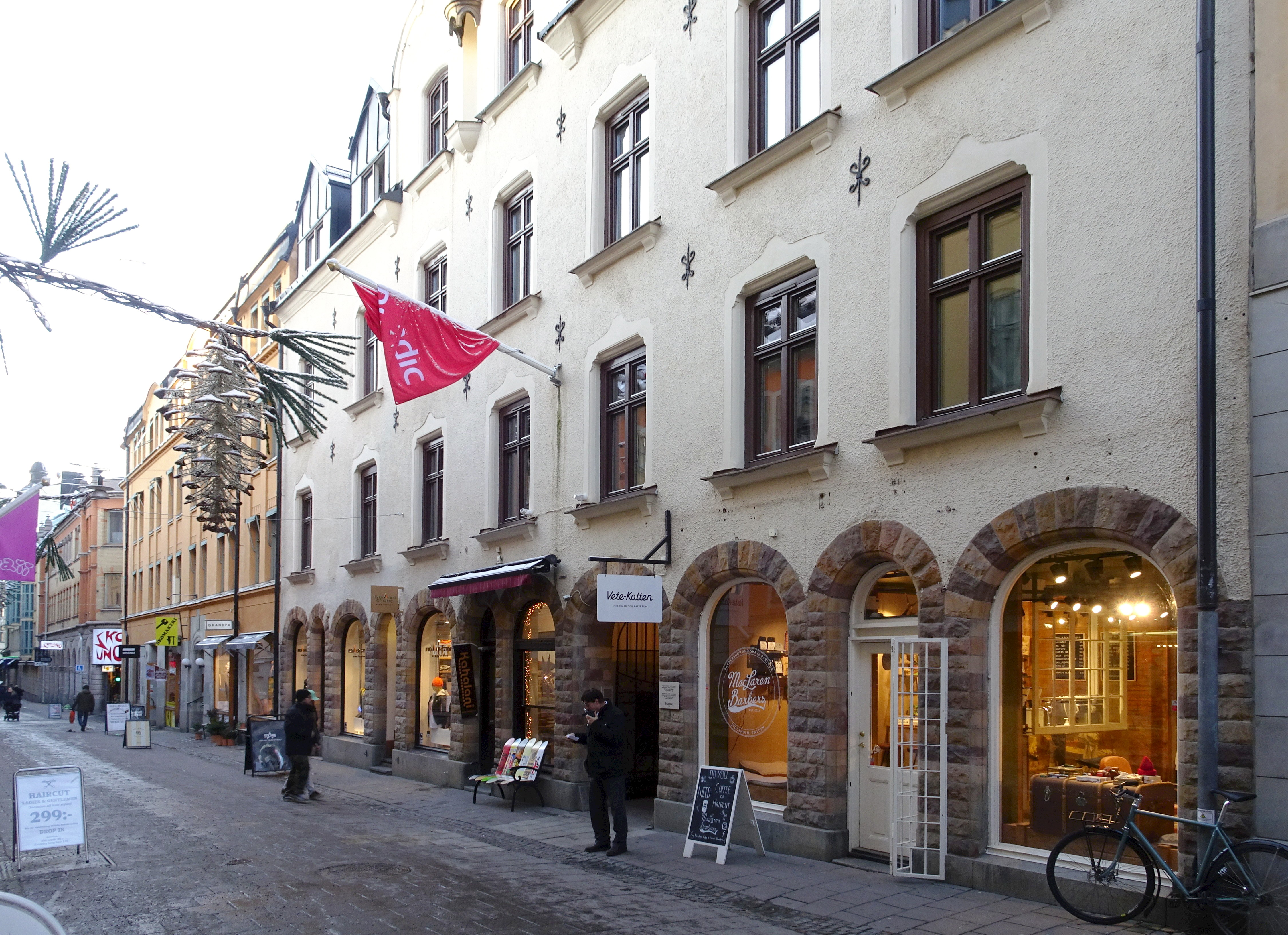
Gamla Brogatan 30.
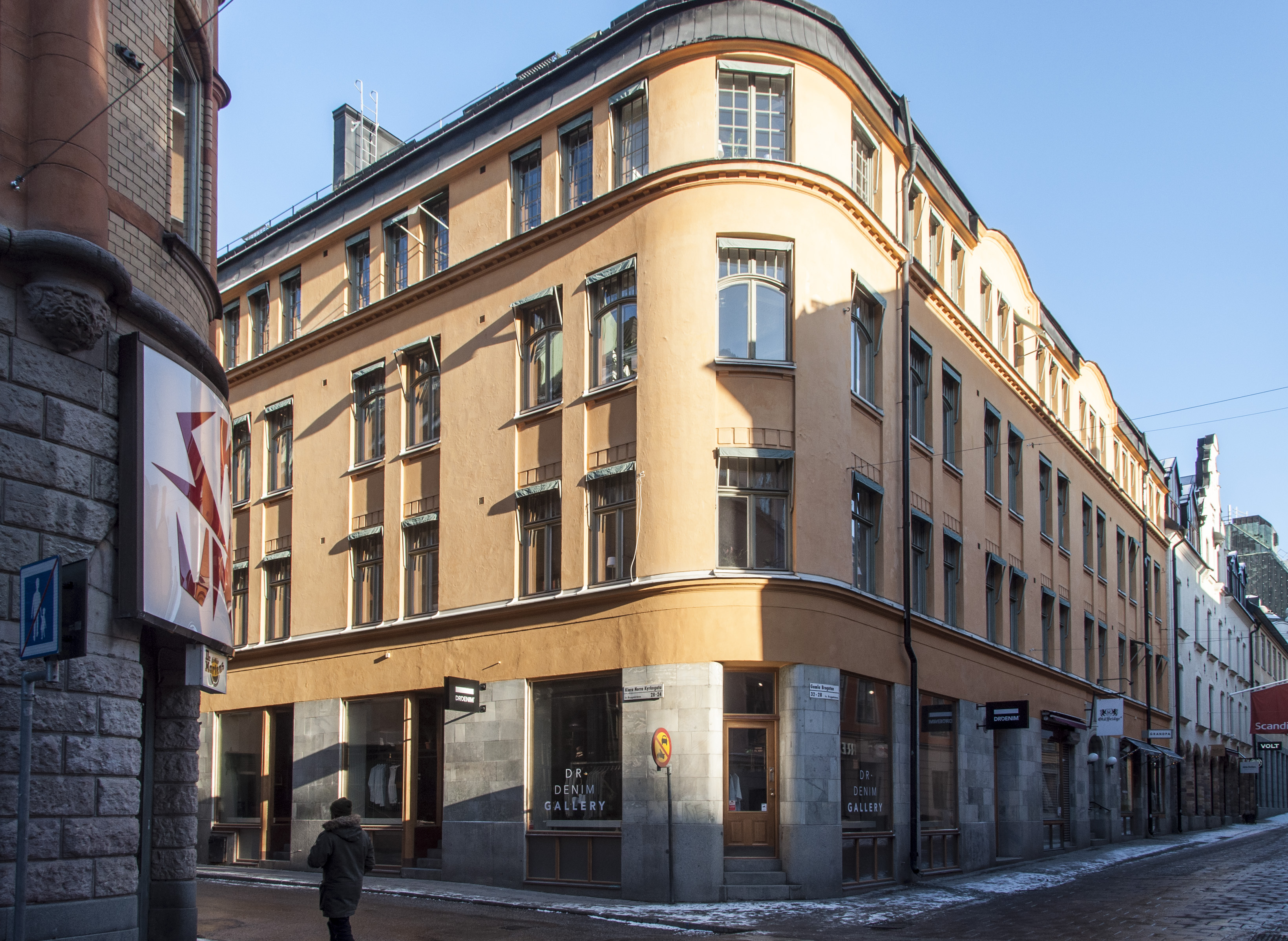
Gamla Brogatan 32.
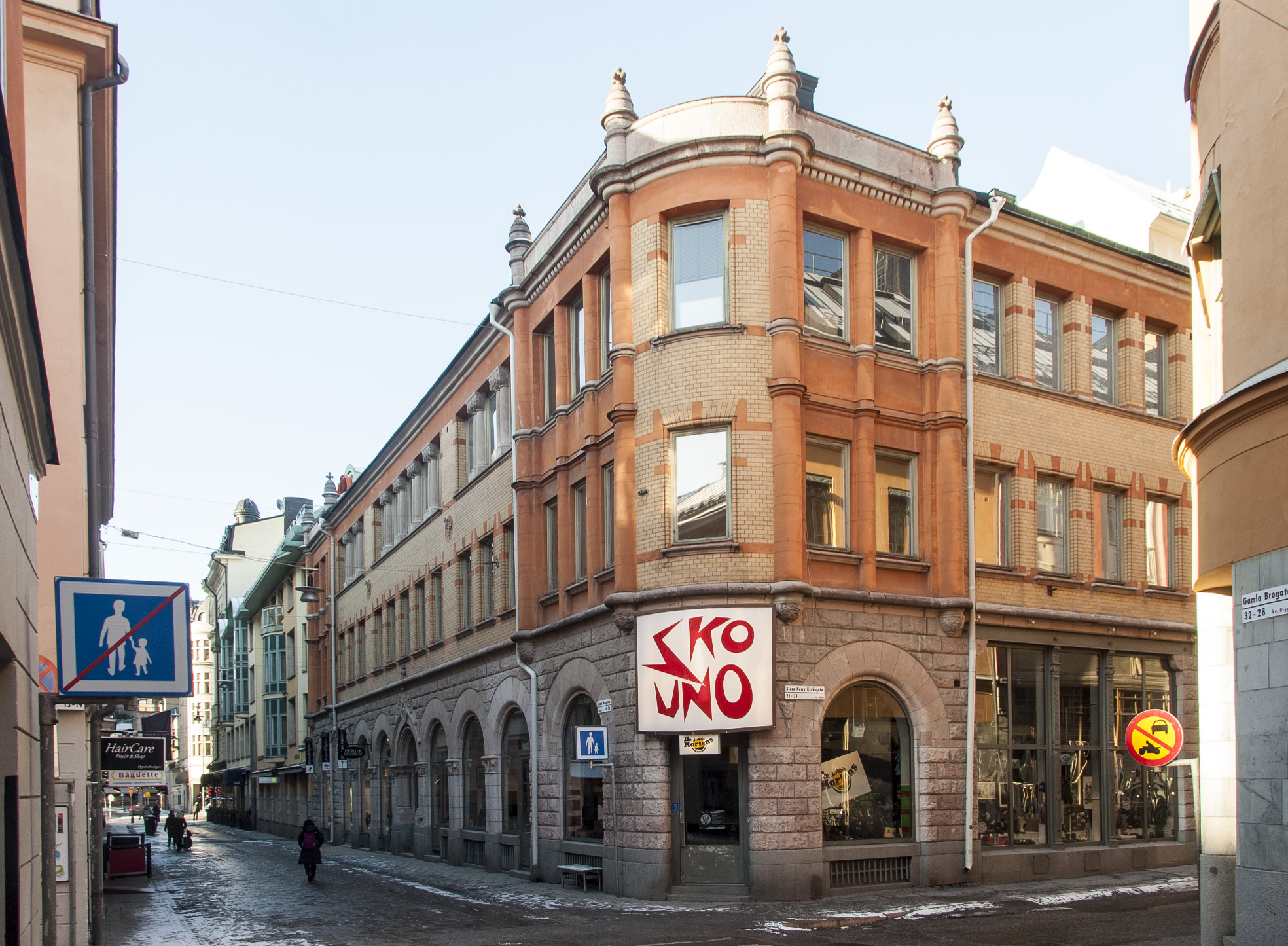
Gamla Brogatan 34.